# La Vaivre
La Vaivre é uma comuna francesa na região administrativa de Borgonha-Franco-Condado, no departamento de Alto Sona. Estende-se por uma área de 3,04 km². Em 2010 a comuna tinha 224 habitantes (densidade: 73,7 hab./km²).